# Jetta
Jetta is een bedrijf van onbekende (waarschijnlijk Nederlandse) herkomst dat na de Tweede Wereldoorlog rijwielen met Victoria-zijboordmotor leverde.